# Antonino De Francesco
Antonino De Francesco (Milano, 22 febbraio 1954) è uno storico italiano, già professore ordinario di storia moderna all'Università degli Studi di Milano.

## Biografia
Dopo la laurea in lettere presso l'Università degli Studi di Milano, Antonino De Francesco svolge l'incarico di ricercatore presso la Fondazione Einaudi di Torino tra il 1980 e il 1982. Dal 1989 al 1992 è professore di seconda fascia presso l'Università degli Studi di Catania e poi, nel 1993, presso l'Università degli Studi di Padova. Professore di prima fascia a partire dal 1994, sino al 2001 insegna presso l'Università degli Studi della Basilicata, dove è preside della Facoltà di Lettere, per trasferirsi nello stesso anno a Milano, dove svolge dal 2016 l'incarico di direttore del Dipartimento di Studi storici. Responsabile nazionale di diversi Prin, ha ottenuto nel corso degli anni diversi incarichi di insegnamento e di ricerca: tra i più recenti, nel 2015 è stato "Résident à l'Institut d'études avancées de Paris", nel 2014 "William Reese Fellow at the Clements Library" della University of Michigan e "Fellow" alla Princeton University Library.
È stato direttore della collana “Storiografica” presso l’editore Guerini e Associati e di "Scritti di Storia" presso l'editore Bruno Mondadori ed è componente dei comitati di direzione de Il Risorgimento. Rivista di storia del Risorgimento e di storia contemporanea, di Ricerche di storia politica, di Mediterranea. Ricerche storiche.
Dal 2020 al 2023 è stato presidente della Sisem, la Società italiana per lo studio dell’età moderna.

## Aree di ricerca
Antonino De Francesco si occupa di storia moderna e contemporanea, di storia internazionale del mondo moderno, di storia della storiografia, di storia dell'età delle rivoluzioni, di storia politica e delle relazioni internazionali. È considerato tra i maggiori esperti della Rivoluzione francese e dell'età napoleonica in Italia. Si occupa anche di storia del Mezzogiorno. Molti suoi lavori sono tradotti in inglese, francese e spagnolo.

## Opere
- Il sogno della Repubblica. Il mondo del lavoro lionese dall’ancien régime al 1848, Milano, Franco Angeli, 1983.
- La guerra di Sicilia. Il distretto di Caltagirone nella rivoluzione del 1820-21, Catania, Bonanno, 1992.
- Il governo senza testa. Movimento democratico e federalismo nella Francia rivoluzionaria, 1789-1795, Napoli, Morano, 1992.
- Rivoluzione e costituzioni, Saggi sul democratismo politico nell'Italia napoleonica, 1796-1821, Napoli, Esi, 1996.
- Vincenzo Cuoco. Una vita politica, Roma-Bari, Laterza, 1997.
- 1799. Una storia d'Italia, Milano, Guerini e Associati, 2004.
- Mito e storiografia della "Grande rivoluzione". La rivoluzione francese nella cultura politica italiana del '900, Napoli, Guida, 2006.
- L'Italia di Bonaparte. Politica, statualità e nazione nella penisola tra due rivoluzioni 1796-1821, Torino, UTET, 2011. ISBN 978-8802085173.
- La palla al piede. Una storia del pregiudizio antimeridionale, Milano, Feltrinelli, 2012. ISBN  978-8807111211.
- Storie dell'Italia rivoluzionaria e napoleonica (1796-1814), Milano, Bruno Mondadori, 2017. ISBN 978-8867741755.
- Tutti i volti di Marianna. Una storia delle storie della Rivoluzione francese (ed. or. La guerre de deux cents ans. Une Histoire des histoires de la Révolution francaise, Perrin, 2018), Roma, Donzelli, 2019. ISBN 9788868439866.
- L'antichità della Nazione. Il mito delle origini del popolo italiano (ed. or. The Antiquity of the Italian Nation. The cultural origins of a political myth in modern Italy, Oxford University Press, 2013), Milano, FrancoAngeli, 2020. ISBN 978-8835106531.
- Il naufrago e il dominatore. Vita politica di Napoleone Bonaparte, Vicenza, Neri Pozza, 2021. ISBN 978-88-545-2227-5.
- Repubbliche atlantiche. Una storia globale delle pratiche rivoluzionarie 1776-1804, Milano, Raffaello Cortina, 2022. ISBN 978-88-3285-398-8.